# レドーム
レドーム（英: Radome：英語発音に近い片仮名表記は「レイドーム」）は、アンテナをその構造をもって保護するものであり、言葉自体はレーダーとドームという2つの単語のかばん語である。ラドーム、レイドーム、レードームとも。日本では略さず単に続けてレーダードームとも呼ばれる。
レドームは、風、雨、雪、砂、氷、太陽光線などの自然環境からアンテナを保護する役割を持ち、同時にアンテナや電子機器を外観上隠し、可動式アンテナと人間の接触を予防する目的もある。航空機のレドームでは、空気抵抗を小さくするよう形状に留意される。
素材には、電波の透過率が高いグラスファイバーやテフロンなどが使用される。

## 地上施設
地上施設のレドームは、おもに風雨降雪などの気象からアンテナを保護する目的で設置される。電波のうち比較的高い周波数を用いるレーダーでは波長が数センチメートルからミリメートル以下に及ぶものがあり、風などによるアンテナの微動幅が波長に近いと測定結果に大きな影響を与える。軍事・気象レーダーなどのレーダーサイトや、山上や鉄塔などの無線中継所に設置されている。
漁船のマストの上などに見られる小型のものには球形に加工した樹脂が使われるが、電波を透過させるために金属が使えないことから、強度を必要とする大型のものにはジオデシック・ドーム構造の骨格を使う。
内部の昼夜温度変化を嫌い太陽熱を反射する目的で外観を白く塗る（或いは白い素材を用いる）場合が多い。
レドーム内で回転し360度を監視するレーダーには球型のレドームが使われることが多いが、一方向のみを監視するレーダーや固定局と通信する設備には固定式アンテナの外観に合わせたドーム形状のカバーが取り付けられる。パラボラアンテナで送受信機と電波反射面両方を覆う場合は円錐、半球、円筒などの形状になる。またドーム形状ではないが、平面レーダーにはレドームと同じ目的、同様の素材で平面状のカバーが付けられている。

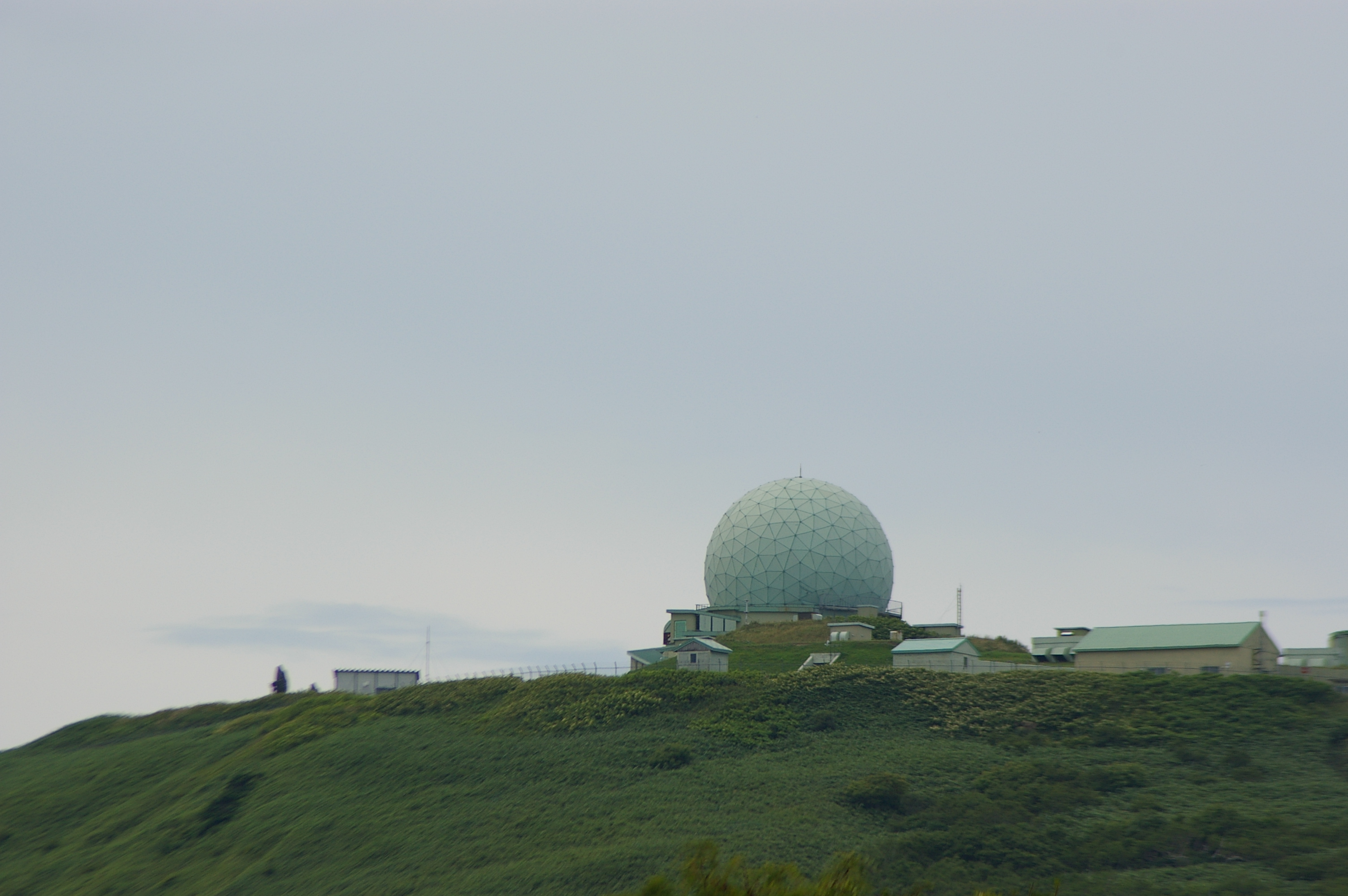
航空自衛隊のレドーム 低視認性のために緑に塗装されている
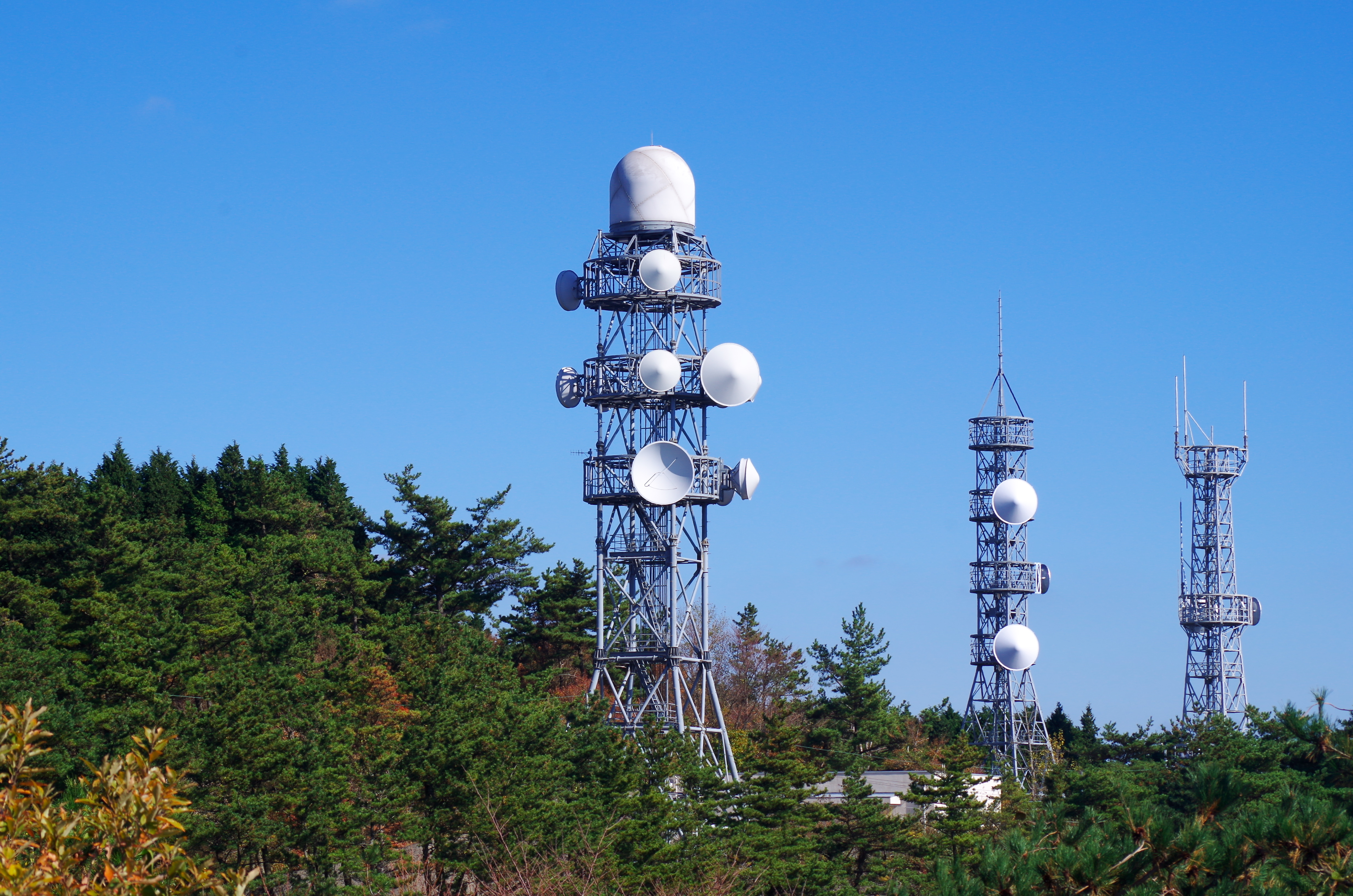
国交省　葛城無線中継所
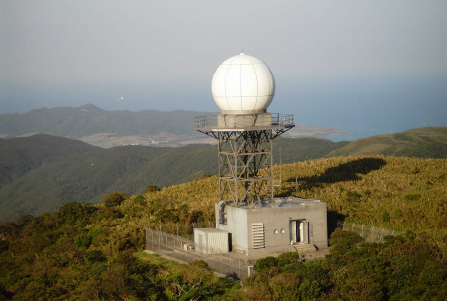
石垣島レーダードーム外見
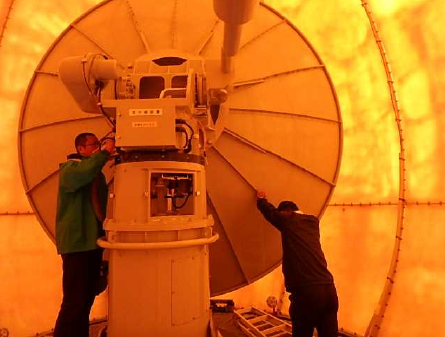
石垣島レーダードーム内部（点検作業の様子）

## 航空機
航空機のレドームは、流線型にすることで飛行による風圧からアンテナを保護しながら機体が受ける空気抵抗を小さくし、また防水や着氷防止の効果を狙っている。ジェット戦闘機の機体先端部分は、ほとんどがノーズコーンと呼ばれる尖ったレドームであり、民間旅客機でもほぼ同様に椀状のレドームを備えて、ともに内部のアンテナを保護している。
早期警戒機や早期警戒管制機では、機体背面に円盤型のレドームを持つ機体が多く、内部の回転式や固定式の大型アンテナを保護している。
軍事用航空機でステルス性が求められると、従来の完全透過式のレドームでは内部の電子機器類の金属製筐体やアンテナ面が外部からのレーダー電波を効率良く反射してしまうために、ステルス機と呼ばれる機体では選択透過性素材によって自機のレーダー電波の波長のみを透過する特性にしたレドームを使用し、内部の機器類外面も反射を抑制する構造になっている。

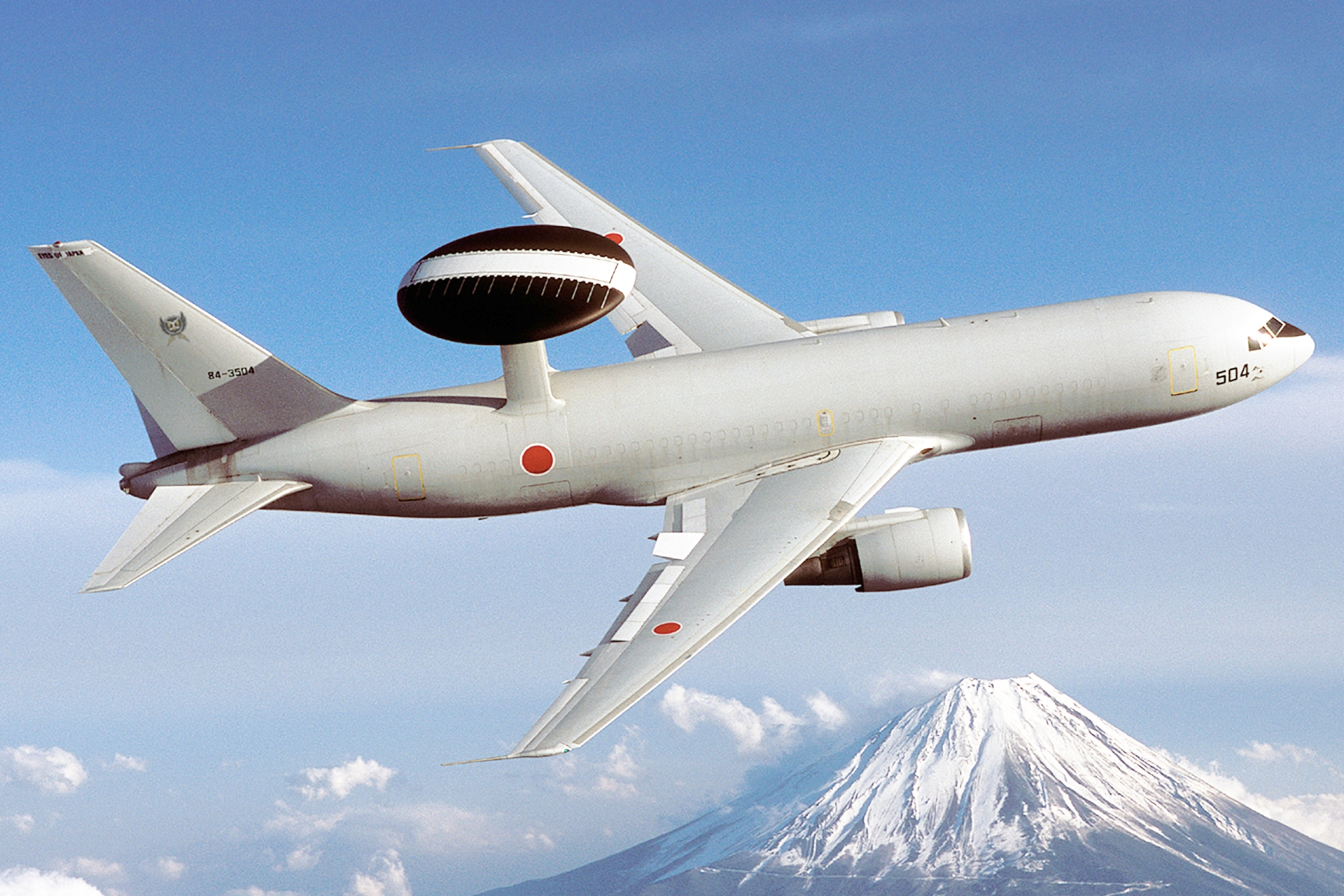
機体背面にレドームを背負ったE-767
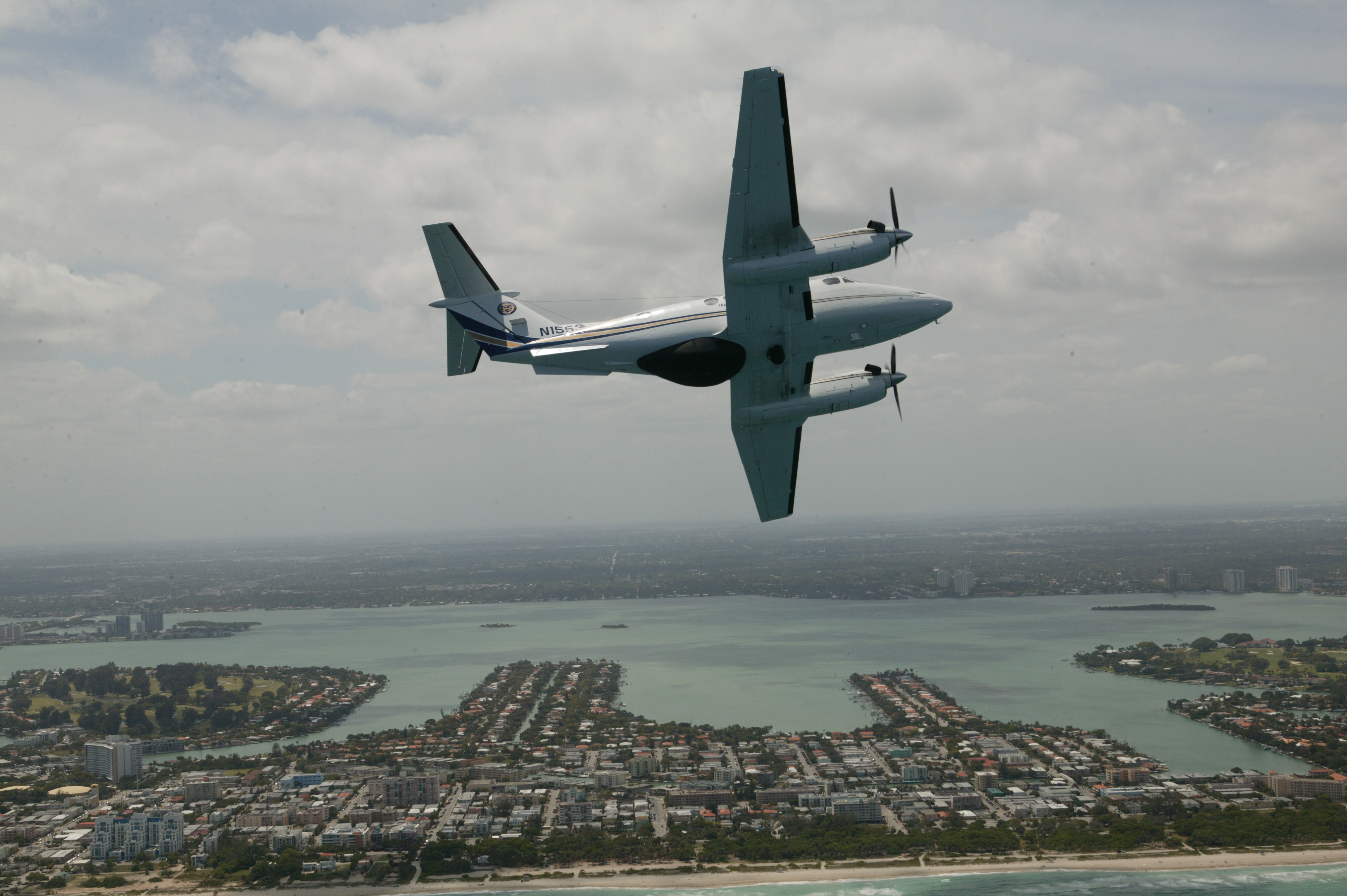
機体腹部に黒い流線型のレドームを持つC-12 輸送機
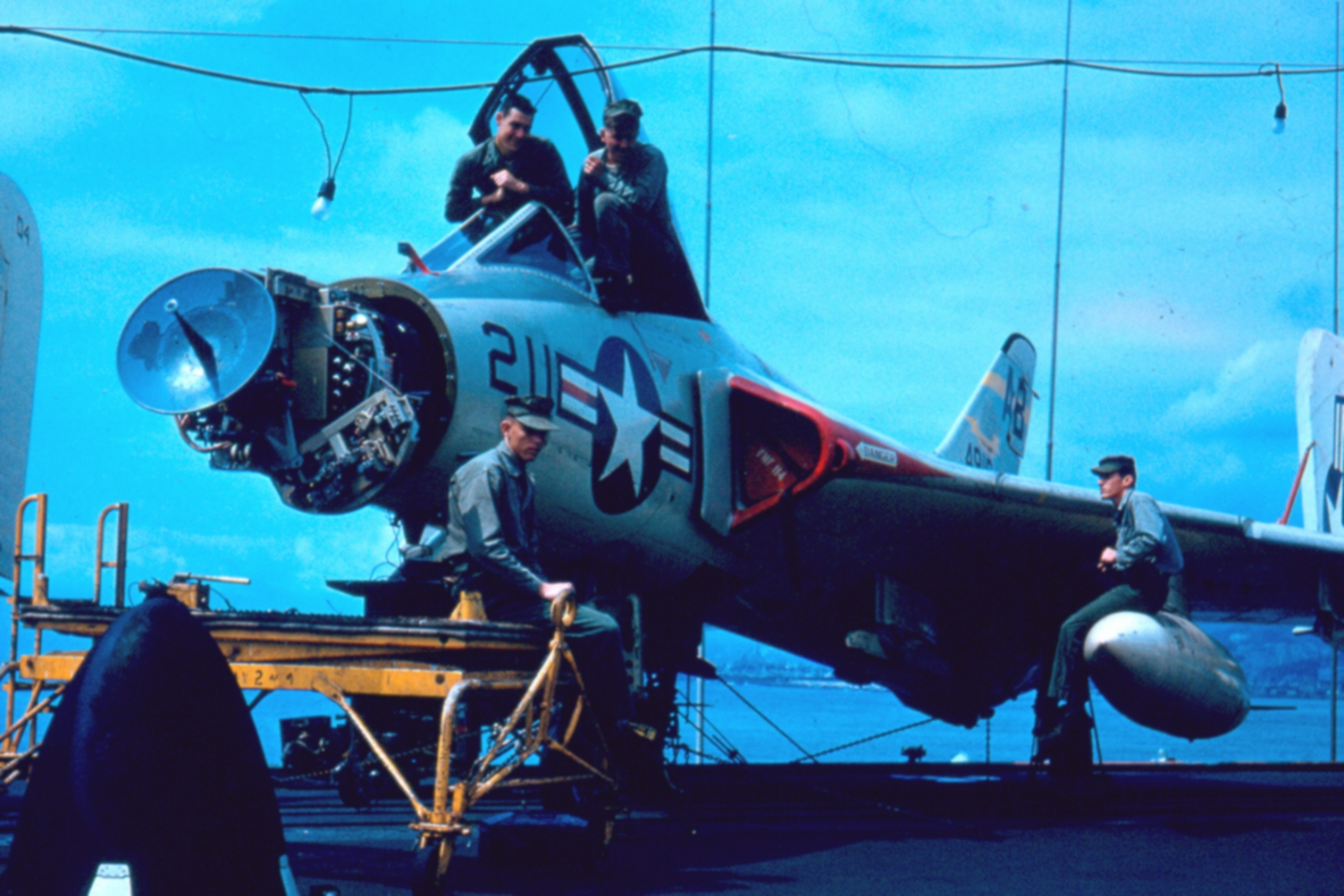
機体先端のレドームを取り外し、アンテナを露出したF4D 戦闘機
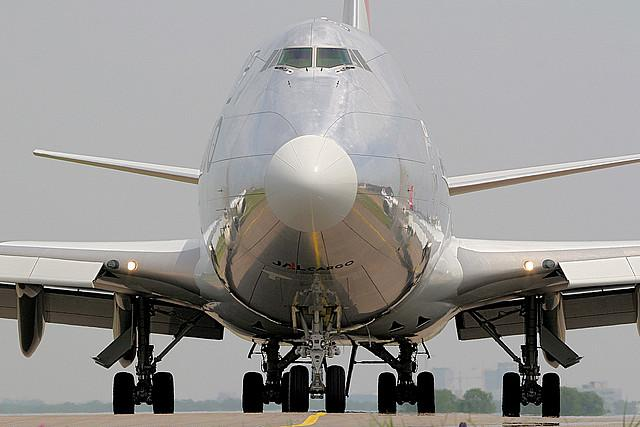
ボーイング747機首先端の白いレドーム